# Aelurillus kronestedti
Aelurillus kronestedti är en spindelart som beskrevs av Galina N. Azarkina 2004. Aelurillus kronestedti ingår i släktet Aelurillus och familjen hoppspindlar. Inga underarter finns listade i Catalogue of Life.